# St Michael, Cornhill

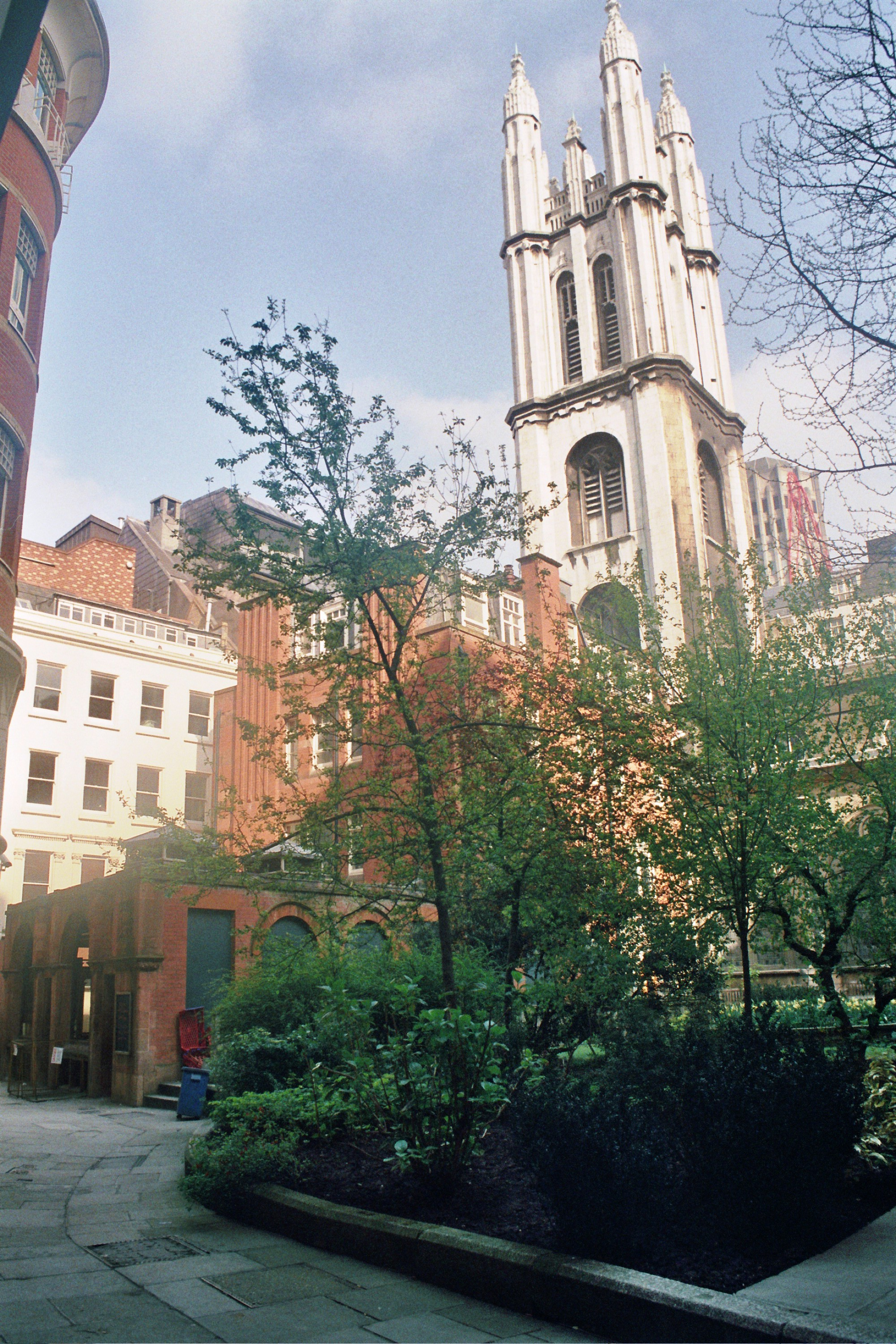
St Michael, Cornhill, Turmansicht

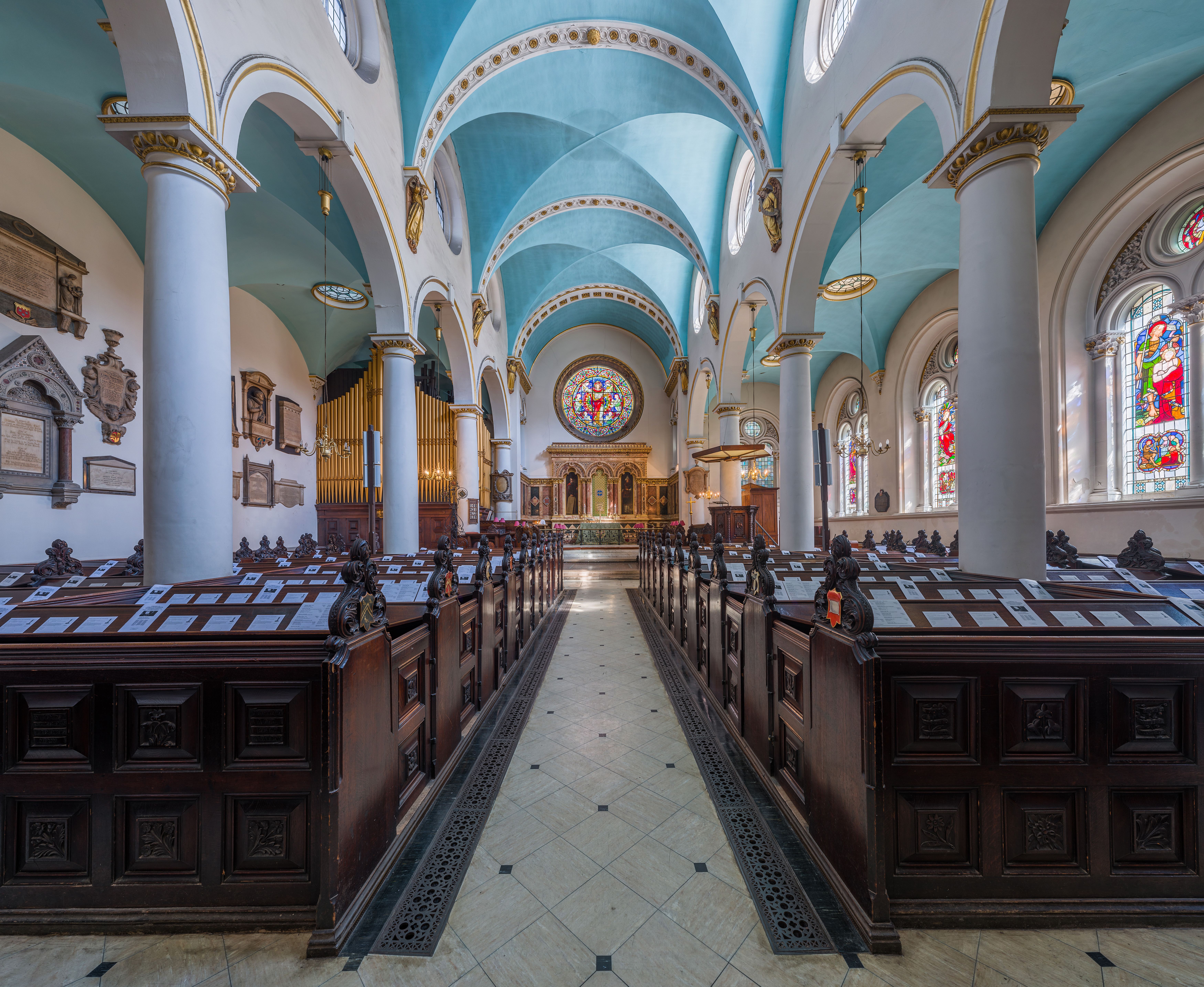
Innenraum

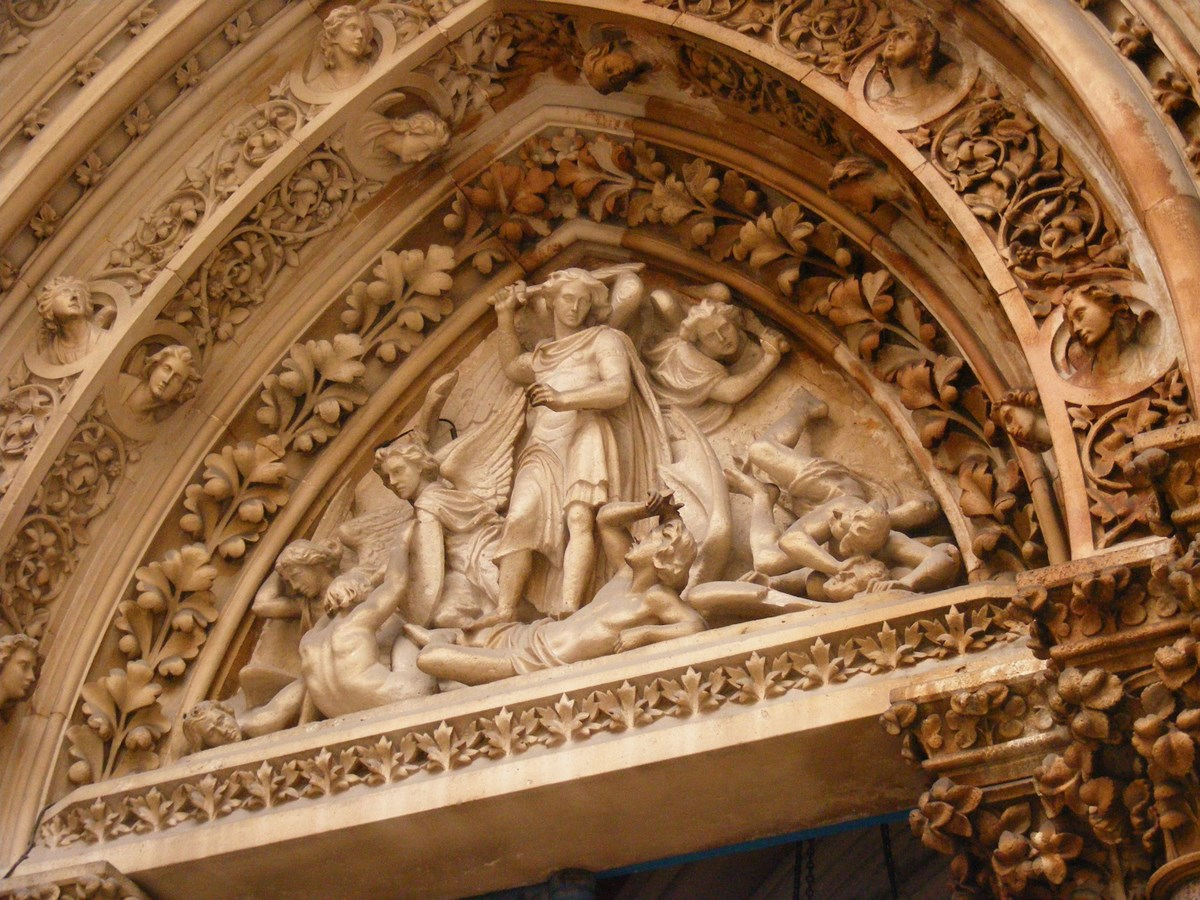
Portaltympanon

St Michael, Cornhill ist eine anglikanische Kirche im Londoner Stadtteil Cornhill.
Die mittelalterliche Kirche befand sich von 1133 bis 1504 im Besitz der Abtei Evesham. 1421 erhielt die romanische Kirche, vermutlich nach einer Brandzerstörung, einen neuen Kirchturm im Perpendicular Style. Nach dem Großen Brand von London 1666 wurde die Kirche, unter Einbeziehung des erhaltenen mittelalterlichen Turms, durch Christopher Wren in Form einer gewölbten Basilika über rundbogigen Arkaden mit dorischen Säulen neuerrichtet.
1704 musste der Turm wegen akuter statischer Probleme abgebrochen werden und wurde ab 1715 durch William Dickinson, einem Mitarbeiter von Christopher Wren, ersetzt. Aufgrund von Finanzierungsproblemen mussten die Arbeiten aber bereits 1717 wieder eingestellt werden, um – finanziert durch das  staatliche Kirchenbauprogramm für Fünfzig Neue Kirchen – erst 1722 nach einem neuen Entwurf von Nicholas Hawksmoor vollendet zu werden. Als einziger unter den Kirchenbauten dieses Programms folgt der in nachgotischen Formen gehaltene Turmbau mittelalterlichen Vorbildern, namentlich dem Turm von Magdalen College in Oxford.
1858 bis 1860 errichtete George Gilbert Scott eine neugotische Portalvorhalle, deren Portaltympanon das Relief St. Michael im Kampf mit dem Satan zeigt.